# Slate
《Slate》（直译：石板）是一本主張自由主义和進步主義的在线杂志，內容涵盖美国的时事、政治和文化等內容。Slate总部位于美國纽约市，并在华盛顿特区设有办事处。

## 历史
該在線雜誌由前《新共和》编辑迈克·金斯利于1996年創辦，最初由微软擁有，是MSN的一部分。2004年，它被华盛顿邮报公司（后更名为格雷厄姆控股公司）收购，自2008年起由格雷厄姆控股創辦的The Slate Group負責管理。

## 法语版
法语版slate.fr于2009年2月由四名记者創辦，其中包括Jean-Marie Colombani、Eric Leser和经济学家雅克·阿塔利。法語版的四位创始人持股50%，The Slate Group持股15%。2011年，slate.fr创办了一个报道非洲新闻的独立网站Slate Afrique，其编辑部位於巴黎。